# Freia De Bock
Freia De Bock (geboren 1979) ist eine deutsch-belgische Wissenschaftlerin im Bereich Public Health und Fachärztin für Kinder- und Jugendmedizin. Sie lehrt als Professorin für Versorgungsforschung im Kindes- und Jugendalter mit dem Schwerpunkt Kinderschutz in der Medizin und ist Mitglied in zahlreichen gesundheitsrelevanten Gremien.

## Leben

### Akademischer Werdegang
Nach ihrer Hochschulreife studierte Freia De Bock Humanmedizin an den Universitäten Heidelberg, Gent und New Orleans. De Bock promovierte im Jahr 2005 an der Universität Heidelberg in Kooperation mit dem Max-Planck-Institut für Psychiatrie in München zu dem Thema „Wirkung von alpha 2 -Rezeptor-Aktivierung auf die synaptische Plastizität in der basolateralen Amygdala der Maus“. 2009 absolvierte sie das „Program in Clinical Effectiveness“ an der Harvard School of Public Health in Boston. 2012 schloss sie ihr Masterstudium im Bereich Public Health an der Erasmus University Rotterdam ab. Zwei Jahre später habilitierte Freia De Bock sich kumulativ an der Medizinischen Fakultät Mannheim der Universität Heidelberg. Ihre Habilitationsschrift trägt den Titel „Measurement and determinants of children's physical activity and nutritional behavior and effects of health promotion in preschools“. 2017 erhielt sie eine außerplanmäßige Professur an der Medizinischen Fakultät Mannheim und 2021 eine weitere an der Medizinischen Fakultät der Universität zu Köln. 2022 folgte Freia De Bock dem Ruf auf eine W2-Professur für Versorgungsforschung im Kindes- und Jugendalter mit dem Schwerpunkt „Kinderschutz in der Medizin“ an der Medizinischen Fakultät der Heinrich-Heine-Universität Düsseldorf.

### Beruflicher Werdegang
Freia De Bock begann von 2005 bis 2007 ihre Facharztausbildung an der Asklepios-Klinik Sankt Augustin in der Abteilung für Allgemeine Kinderheilkunde und wechselte anschließend an die Klinik für Kinder- und Jugendmedizin des Universitätsklinikums Heidelberg in der Abteilung Neonatologie und Intensivmedizin und allgemeine Ambulanz. Sie führte die Facharztausbildung an der Klinik für Kinder- und Jugendmedizin der Universitätsmedizin Mannheim fort und schloss sie 2012 ab.
Von 2008 bis 2022 leitete De Bock den Querschnittsbereich „Frühe Prävention und Gesundheitsförderung“ am Institut Mannheimer für Public Health, Sozial- und Präventivmedizin der Medizinischen Fakultät Mannheim der Universität Heidelberg. In der Zeit von 2013 bis 2016 absolvierte sie eine Weiterbildung in Neuropädiatrie/Sozialpädiatrie am Sozialpädiatrischen Zentrum Frankfurt-Mitte.
2017 bis 2018 leitete sie die Arbeitsgruppe „Pädiatrische Versorgungsforschung“ und die Evaluation der Studie „Kidsafe“ der Abteilung für pädiatrische Epidemiologie am Institut für medizinische Biometrie, Epidemiologie und Informatik (IMBEI) der Universitätsmedizin Mainz.
Aufgrund ihrer im klinischen Kontext erlangten Erfahrungen bei der Behandlung von Kindern, entschied sich De Bock für einen Wechsel in die Krankheitsprävention und nahm eine Stelle bei der Bundeszentrale für gesundheitliche Aufklärung (BZgA) an. In den Jahren 2018 bis 2022 leitete sie dort die Abteilung 2 „Effektivität und Effizienz gesundheitlicher Aufklärung“.
Seit 2022 hat sie die Leitung im Bereich „Versorgungsforschung im Kindes- und Jugendalter“ mit dem Schwerpunkt „Kinderschutz in der Medizin“ an der Medizinischen Fakultät der Heinrich-Heine-Universität Düsseldorf inne.

### Privates
Freia De Bock verfügt über eine deutsche sowie eine belgische Staatsangehörigkeit, ist verheiratet und Mutter von zwei Kindern.

## Werke
Seit 2023 verfasste Freia De Bock unterschiedlichste Publikationen zu den Themen Bewegung von Kindern, Ernährung, Prävention und Gesundheitsförderung insbesondere im schulischen Kontext sowie zu Covid-19-Impfungen bei Kindern. Sie fokussiert sich auf die Public Health-Perspektive von Gesundheitsproblemen mit der Zielgruppe Kinder und Familien. Ihr Ziel ist die Stärkung der Evidenzbasierung in der Prävention sowie die Verbesserung der Systeme und Strukturen der öffentlichen Gesundheit, besonders, um die Gesundheit von Kindern langfristig zu verbessern.

## Preise und Ehrungen
Freia De Bock erhielt im Jahr 2006 den Dr. Wilma Moser-Preis der Universität Heidelberg für die jüngste Doktorandin mit der besten Dissertation. 2010 erhielt sie ein Exzellenzstipendium im Margarete-von-Wrangell Habilitationsprogramm für Frauen mit einer Förderdauer von vier Jahren. Des Weiteren erhielt sie 2016 den Posterpreis der Deutschen Gesellschaft für Sozialpädiatrie und Jugendmedizin (DGSPJ) für die Begleitung einer Schulung zur Implementierung der ICF-CY sowie Teilhabeorientierung in SPZs. Ein Jahr später erhielt sie den Preis für transkulturelle Pädiatrie der DGSPJ für das Projekt „Gesundheitsversorgung rumänischer und bulgarischer Kinder in Mannheim“.

## Engagement
Freia De Bock ist seit 2005 Mitglied der Deutschen Gesellschaft für Kinder und Jugendmedizin (DGKJ) und hat dort den Vorsitz in der Fachgruppe Kinder und Jugendliche inne. Zudem beteiligt sie sich in der Deutschen Gesellschaft für Sozial- und Präventivmedizin (DGSMP) und ist dort Vorsitzende der AG Kindergesundheit. Sie ist seit 2013 Mitglied der Deutschen Gesellschaft für Epidemiologie (DGEpi). Dort hatte sie von 2016 bis 2018 den Vorsitz in der Arbeitsgruppe Pädiatrische und Perinatale Epidemiologie inne.
Seit 2017 gehört De Bock der Steuerungsgruppe des Zukunftsforums Public Health an und ist seit 2022 in der „Technical Advisory Group Safe Schooling during the COVID-19 pandemic“ der WHO aktiv. Freia De Bock engagiert sich darüber hinaus international. Sie wurde 2021 in den wissenschaftlichen Beirat des nationalen Public-Health-Instituts von Frankreich (Conseil Scientifique de sante publique france) berufen.
Seit 2022 ist De Bock Vorsitzende der Fachgesellschaft Kinder und Jugendliche im Deutschen Netzwerk Versorgungsforschung (DNVF). Außerdem ist Freia De Bock Teil des „Health Leaders Networks“ (SCIANA) der Robert Bosch Stiftung.
Freia De Bock ist Mitglied im Editorial Board des Preventive Medicine (Associate Editor) sowie der Zeitschrift „Das Gesundheitswesen“.